# Batman: año uno
Batman: año uno es el título de un cómic escrito por Frank Miller, ilustrada por David Mazzucchelli y coloreada por Richmond Lewis, publicada en 1988 por DC Comics. La historia apareció por primera vez en las publicaciones 404 a 407 de la serie Batman en 1987. Fue uno de los primeros ejemplos del formato de una miniserie dentro de una serie que es ahora popular en los libros de cómics.

## Sinopsis
La historia relata los inicios de la carrera de James Gordon con el Departamento de Policía de Gotham City con la aparición de Bruce como Batman.
La vida de estos dos individuos se entrelazan cuando descubren que son aliados en contra de los poderes corruptos en Gotham City. La historia también incluye la primera aparición del capo de la mafia Carmine Falcone.

## Argumento
La historia cuenta el principio de la carrera de Bruce Wayne como Batman y la de Jim Gordon en el Departamento de Policía de Gotham City. Bruce Wayne regresa a su casa en Gotham City tras formarse en el extranjero en artes marciales, persecución y ciencias durante los últimos 12 años, y James Gordon se muda a Gotham con su esposa, Bárbara, después de un traslado desde Chicago. Ambos se familiarizan rápidamente con la corrupción y violencia de Gotham City, siendo Gordon testigo de cómo su compañero, el Detective Flass, agrede a un adolescente por diversión.
En una misión de vigilancia en el sórdido East End, Bruce disfrazado recibe proposiciones de la prostituta adolescente Holly Robinson. Él se ve envuelto en una pelea sin querer con su violento dueño y es atacado por varias prostitutas, incluyendo la dominatrix Selina Kyle. Dos agentes de policía le disparan y se lo llevan en su coche patrulla, pero en estado de aturdimiento y sangrando Bruce rompe las esposas y causa un accidente, arrastrando a los policías a una distancia segura antes de huir. Después llega a la Mansión Wayne apenas con vida y se sienta ante el busto de su padre, solicitando guía en su guerra contra el crimen. Un murciélago se estrella a través de una ventana y se posa sobre el busto, dándole la inspiración para convertirse en un murciélago.
Gordon pronto trabaja para eliminar la corrupción de la fuerza policial, pero, por órdenes del Comisario Gillian Loeb, varios agentes le atacan, incluyendo Flass, quien personalmente amenaza con hacerle algo a la esposa embarazada de Gordon. En venganza, Gordon ya recuperado localiza a Flass, le golpea y humilla, dejándolo desnudo y esposado en la nieve.
Al mismo tiempo que Gordon se convierte en una celebridad menor por varios actos de valentía, Batman ataca por primera vez, atacando a un grupo de ladrones. Batman pronto sube en la escala, atacando incluso a Flass mientras estaba aceptando sobornos de un narcotraficante. Después de que Batman interrumpe una cena a la que asistían muchos de los políticos corruptos y jefes del crimen de Gotham para anunciar su intención de llevarlos ante la justicia, incluyendo a Carmine "El Romano" Falcone, Loeb ordena a Gordon detener a Batman por cualquier medio necesario.
Mientras Gordon trata en vano de atraparlo, Batman ataca a Falcone, dejándolo desnudo y atado en su cama después de arrojar su coche al río, enfureciendo más al jefe de la mafia. El ayudante del fiscal del distrito Harvey Dent se convierte en el primer aliado de Batman, mientras que la Detective Sarah Essen y Gordon, después de que Essen sugiriese a Bruce Wayne como sospechoso de ser Batman, presencian como Batman salva a una anciana de ser atropellada por un camión fuera de control. Essen tiene a Batman a punta de pistola, mientras Gordon está momentáneamente aturdido, pero Batman la desarma y huye a un edificio abandonado.
Alegando que estaba planeada la demolición del edificio, Loeb ordena que arrojen una bomba sobre él, obligando a Batman a entrar en el sótano fortificado, abandonando su cinturón puesto que los explosivos se estaban prendiendo de fuego. Un equipo SWAT de gatillo fácil liderado por Branden es enviado, al que Batman intenta atrapar en el sótano. No tardan en escapar y, después de tranquilizar a Branden, Batman se oculta mientras el resto abren fuego, apenas logrando sobrevivir tras dos heridas de bala. Enfurecido, puesto que las balas disparadas sin cuidado por el equipo hieren a varias personas afuera, Batman vence al equipo y, después de usar un dispositivo para atraer a los murciélagos de su cueva hacia él, huye en medio del caos. Selina Kyle, después de presenciarlo en acción, se pone un traje de su preferencia para comenzar una vida de crimen.
Gordon tiene un breve romance con Essen, mientras que Batman intimida a un traficante de drogas de la mafia para obtener información. El traficante acude a Gordon para declarar contra Flass, que es implicado en los cargos. Molesto con las hazañas de Gordon, Loeb chantajea a Gordon con presentar cargos con la prueba de su relación con Essen. Después de llevar a Bárbara con él para entrevistar a Bruce Wayne, investigando su relación con Batman, Gordon confiesa a Bárbara su aventura amorosa.
Batman se mete en la mansión de Falcone, acertando a escuchar un plan contra Gordon, pero es interrumpido cuando Selina Kyle, con la esperanza de construirse una reputación después de que sus robos fuesen adjudicados a Batman, ataca a Falcone y sus guardaespaldas, con la ayuda de lejos de Batman. Tras identificar el plan de Falcone al amanecer, Bruce sale a ayudar sin disfraz.
Mientras que sale de casa, Gordon descubre a un motociclista entrando en su garaje. Desconfiado, Gordon entra para ver a Johnny Vitti, sobrino de Falcone, y sus matones reteniendo a su familia como rehenes. Gordon dispara de manera decisiva a los matones y persigue a Vitti, que ha huido con el bebé. El misterioso motociclista, ahora revelado al lector como Bruce Wayne, sale corriendo a perseguir a Vitti. Gordon revienta un neumático del coche de Vitti en un puente y los dos luchan mano a mano, perdiendo Gordon sus gafas, y Vitti y James Gordon Júnior caen por la borda. Bruce salta por encima de la barandilla y salva al bebé. Gordon se da cuenta de que está ante Batman desenmascarado, pero dice que es "prácticamente ciego sin [sus] gafas", y deja ir a Bruce.
En las escenas finales de la historieta, Flass testifica contra Loeb, proporcionando a Dent pruebas y testimonios, y Loeb dimite. Gordon es ascendido a capitán y se encuentra en la azotea a la espera de reunirse para conversar con Batman acerca de alguien llamado El Joker, que está tramando envenenar el embalse de Gotham.

## Ediciones americanas y en lengua española
Ha habido muchas reimpresiones de la historia: una publicación con tapa dura, al menos dos ediciones en formato de libro (una con papel de historieta estándar con un coloreado más simple y una versión de lujo con colores detallados - ambos fueron coloreadas por Richmond Lewis) y fue incluida en The Complete Frank Miller Batman.
En España la primera edición de este cómic lo hizo Ediciones Zinco en una miniserie de tres números en formato cómic-book, más tarde se reeditaría en un retapado de la misma Zinco. En mayo del 2002 Norma Editorial reeditó esta obra en un tomo de tapa dura con una introducción de Frank Miller y un epílogo de Albert Pons, actualmente esta edición es muy difícil de encontrar. Más tarde, en junio del 2005, Planeta DeAgostini lo reeditó en el primer número de un coleccionable semanal con motivo de la película de Batman Begins, esta edición de momento sí es encontrable. Pero tres años más tarde Planeta reedita la obra en formato "Absolute", que consiste en agrandar el formato de los cómics de tal manera que se convierte en un libro con un formato similar a un álbum europeo, la ventaja de esta edición es que posee bastantes extras como un epílogo nuevo hecho por David Mazzucchelli o páginas a lápiz del propio Mazzucchelli. Las de Zinco y Planeta, junto a las ediciones en tomo único de la editorial mexicana Vid, son las más populares ediciones en idioma español de esta historia. También esta miniserie fue publicada en Perú por Perú 21
En febrero de 2015 se volvió a reimprimir en el Sexto volumen de Lo Mejor de DC en un solo libro, a manos de la Editorial Televisa, con contenido extra jamás antes visto en las anteriores reimpresiones que incluían los bocetos originales del cómic, así como la hoja de diálogos de algunas páginas de la historia, imágenes originales de las partes del cómic de aquella época y de las portadas que se utilizaron en aquellos años.

## Adaptación fílmica
Joel Schumacher planeaba una precuela para Batman Returns basándose en el cómic Batman: Año uno cuando fue contratado como director de la franquicia de Batman en sustitución de Tim Burton. Aunque se le exigió una secuela; la que sería Batman Forever, Schumacher le agregó referencias a dicho cómic; entre las que se destaca la relación casi cercana entre Bruce Wayne y el Comisario Gordon, el miedo de Bruce hacia los murciélagos (algo no tratado en los dos anteriores filmes de Burton) y la escena en la que Bruce llega herido a la mansión y pide consejo al busto de su padre para combatir el crimen y un murciélago rompe el vidrio y se posa sobre el busto, lo que se convierte en su inspiración para convertirse en Batman, es usada en una escena eliminada de la película donde un amnésico Bruce acompañado de Alfred bajan a una sección de la Batcueva en la cual encuentra el diario de su padre del cual se habla durante el film. Comprende que su trauma se basa en que se culpaba equivocadamente a sí mismo de la muerte de sus padres y al ver el "secreto de la Batcueva"; un murciélago gigante que va hacia el, por ello puede ser Batman "no porque tenga que serlo, sino porque elige serlo".
El 18 de octubre del 2011 salió al mercado en formato DVD, Blue Ray y Copia digital la adaptación cinematográfica de esta miniserie. Esta adaptación de DC Universe Animated Original Movies, fue producida por Bruce Timm y codirigida por Sam Liu y Lauren Montgomery. La cinta cuenta con las voces de Benjamin McKenzie como Bruce Wayne/Batman, Bryan Cranston como James Gordon, Eliza Dushku como Selina, Jon Polito como el Comisionado Loeb, Alex Rocco como "El Romano" Falcone, Katee Sackhoff como la Detective Essen y Grey DeLisie como Bárbara Gordon.
Scott Rosenberg rechazó la oportunidad de escribir el guion de Batman: Año Uno en enero del 2000. A pesar del interés mostrado por Joel Schumacher, Warner Bros. contrató a Darren Aronofsky para escribir y dirigir Batman: Año Uno. Aronofsky trabajo junto con Frank Miller con la intención de reiniciar la franquicia de Batman; sin embargo en junio de 2002, el estudio decidió abandonar este proyecto ya que la historia escrita se alejaba del cómic. Aunque no existe una adaptación directa del cómic para el cine, se dice que Batman: Año uno fue la inspiración para la película Batman Begins, protagonizada por Christian Bale como Batman y Gary Oldman como Gordon.